# سواومیر
سواومیر پاوئو زاپاوا (لهستانی: Sławomir Paweł Zapała؛ ‏ زادهٔ ۱۹ مارس ۱۹۸۳) مشهور به سواوُمیر بازیگر، پرفورمر، خواننده و مجری تلویزیون اهل لهستان است.
از فیلم‌ها یا مجموعه‌های تلویزیونی که وی در آن‌ها نقش داشته‌است، می‌توان به یک‌راست به دل، ۱۹۳۹ نبرد وسترپلاته، جهان به روایت خانواده کیپسکی، کارول: مردی که پاپ شد، سیاره مجرد، در خوشی و سختی، فرشته نیرومند، رنگ‌های خوشبختی، نامه به بابا نوئل، هتل ۵۲، پدر متیو و ۳۳ صحنه از زندگی اشاره نمود.